# Gabriel Correa
Carlos Gabriel Correa Viana  (Montevideo, 13 de janeiro de 1968) é um ex-futebolista profissional uruguaio, que atuava como meia.

## Carreira
Gabriel Correa fez parte do elenco da Seleção Uruguaia de Futebol da Copa do Mundo de 1990. 